# Gliese 229
Gliese 229 (còn được viết là Gl 229 hoặc GJ 229) là một sao lùn đỏ cách khoảng 19 năm ánh sáng trong chòm sao Thiên Thố. Nó có khối lượng bằng 58% khối lượng của Mặt trời, và bằng 69% bán kính của Mặt trời, với tốc độ quay dự kiến rất thấp là 1   km / s tại xích đạo sao.
Ngôi sao được biết đến là một ngôi sao bùng cháy hoạt động thấp, có nghĩa là nó trải qua sự gia tăng ngẫu nhiên về độ sáng vì hoạt động từ tính ở bề mặt. Phổ cho thấy các vạch phát xạ calci trong dải H và K. Sự phát xạ của tia X đã được phát hiện từ vành nhật hoa của ngôi sao này. Điều này có thể được gây ra bởi các vòng từ tính tương tác với khí của bầu khí quyển bên ngoài của ngôi sao. Không có hoạt động điểm sao quy mô lớn đã được phát hiện.
Các thành phần vận tốc không gian của ngôi sao này là U = +12, V = HP11 và W = ED12   km / s. Quỹ đạo của ngôi sao này thông qua Ngân Hà có độ lệch tâm 0,07 và độ nghiêng quỹ đạo 0,005.

## Những người bạn đồng hành
Một người bạn đồng hành của nó đã được phát hiện vào năm 1994 và được xác nhận vào năm 1995 là Gliese 229B, một trong hai trường hợp đầu tiên của bằng chứng rõ ràng về sao lùn nâu, cùng với Teide 1. Mặc dù quá nhỏ để duy trì phản ứng tổng hợp hạt nhân gây ra hydro như trong một ngôi sao theo trình tự chính, với khối lượng gấp 21 đến 52,4 lần so với Sao Mộc (khối lượng mặt trời 0,02 đến 0,05), nó vẫn quá lớn để trở thành một hành tinh. Là một sao lùn nâu, nhiệt độ lõi của nó đủ cao để bắt đầu phản ứng tổng hợp deuterium với một proton để tạo thành helium-3, nhưng người ta cho rằng nó đã sử dụng hết nhiên liệu deuterium từ lâu. Vật thể này hiện có nhiệt độ bề mặt là 950 K.
Vào tháng 3 năm 2014, một ứng cử viên hành tinh đại chúng siêu sao Hải Vương đã được công bố trên quỹ đạo gần hơn nhiều quanh GJ 229. Với sự gần gũi với Mặt trời, quỹ đạo của GJ 229b có thể được đặc trưng hoàn toàn bởi sứ mệnh chiêm tinh không gian Gaia hoặc thông qua hình ảnh trực tiếp. 
| Thiên thể đồng hành (thứ tự từ ngôi sao ra) | Khối lượng | Bán trục lớn (AU) | Chu kỳ quỹ đạo (day) | Độ lệch tâm | Độ nghiêng | Bán kính |
| ------------------------------------------- | ---------- | ----------------- | -------------------- | ----------- | ---------- | -------- |
| GJ 229Ac                                    | ≥7.93 M🜨   | 0.339             | 122.005              | 0.29        | —          | —        |
| GJ 229Ab                                    | ≥10.02 M🜨  | 0.896             | 523.242              | 0.17        | —          | —        |
| GJ 229B                                     | ≥1.62 MJ   | 19.433            | ~50000               | 0.03        | —          | 0.468 RJ |